# 헝돤산맥 아고산 구과수림
헝돤산맥 아고산 구과수림(영어: Hengduan Mountains subalpine conifer forests)은 중국 남부 헝돤산맥의 온대림이다. 장강 상류인 진사강과 얄룽 계곡을 따라 북위 32도에서 북위 27도까지의 범위에 분포한다. 행정구역상으로는 윈난성 북부, 쓰촨성 서부, 티베트 자치구 동부경계에 해당한다.
헝돤산맥 구과수림은 티베트고원 동남쪽 가장자리로서, 열대와 온대 생태계의 천이지역이다. 해발고도 4,000 미터의 수목한계선에서 동남티베트 관목지·초지라는 산악 초원·관목지와 만난다. 상공에서 보면 사로리산맥의 수목한계선에 의해 숲이 V자로 갈라져 있다.
일대의 인구가 늘어나면서 비-목재 임산물과 야생동물 이용 제품의 수요가 발생함에 따라 보존이 위협에 처하고 있다.